# Camiac-et-Saint-Denis
Camiac-et-Saint-Denis é uma comuna francesa na região administrativa da Nova Aquitânia, no departamento da Gironda. Estende-se por uma área de 6,63 km². Em 2010 a comuna tinha 367 habitantes (densidade: 55,4 hab./km²).